# Julia Royal
Julia Royal war eine Taschenheftserie aus dem Cora Verlag, die acht Ausgaben umfasste. Die Geschichten in den Heften bauen aufeinander auf, sodass die Handlung fortgeführt wird.

## Serie
Julia Royal ist der bisher einzige Serien-Ableger der Reihe Julia.
Anders als bei der Hauptreihe und den anderen Ablegern handelt es sich hierbei nicht um eine Reihe, sondern um eine Serie. Die Familiensaga um Das Erbe von San Rinaldi startete am 8. August 2007 und wurde nach acht monatlich erscheinenden Heften planmäßig zum Abschluss gebracht.
Im Original hieß die Serie Royal House of Niroli und erschien als Taschenbuch. Die Serie wurde von einem multinationalen Autorenteam aus Neuseeland, England und den Vereinigten Staaten geschrieben.

## Handlung
Die Serie handelt von der reichsten königlichen Familie der Welt, die durch das Blut und die Leidenschaft vereint – und durch Betrug und Begierde auseinandergerissen ist. Bis zurück zur Antike lässt sich die königliche Abstammung von Niroli zurückverfolgen. Mit Leidenschaft uns Stolz haben die Fierezza-Männer über ihre majestätische Insel im Mittelmeer geherrscht. Jetzt, wo die Gesundheit des aktuellen Königs zunehmend schlechter wird, macht dieser sich Sorgen, da seine unmittelbaren Erben zwei Jahre zuvor bei einem tragischen Schiffsunglück gestorben sind.
Die Zeit arbeitet gegen das Herrscherhaus. Noch bevor sein Gesundheitszustand den König dazu zwingt, abzudanken, muss ein Nachfolger gefunden werden. Durch einen königlichen Erlass bringt er die über die ganze Welt verstreuten Familienmitglieder zurück in den Palast. Jedoch ist es nicht einfach, den Thron zu erringen. Wer auch immer den Thron besteigen will, muss dies nach den „Regeln des Königlichen Hauses der Niroli“ tun.
Neben dem König sind der Playboy Marco Fierezza und seine aktuelle Freundin Emily die Hauptpersonen. Marco wird seinen rechtmäßigen Anspruch auf den Platz auf dem Thron anmelden. Was er nicht weiß: Emily, die ihn liebt, ist von ihm schwanger. Sie dagegen weiß nicht, dass er ein echter Prinz ist.
Während die Nachkommen dieser alten königlichen Linie um die Macht kämpfen, kommen alte Rivalitäten und Geheimnisse der Vergangenheit zum Vorschein. Die Palastintrigen, Machtkämpfe und Leidenschaften entfalten sich in den Romanen, bis ein Erbe gekrönt wird. Kann ein echter Fierezza den Thron erringen? Jemand, der seine Liebe seinem Land und seinem Volk widmet?

## Erschienene Hefte
| # | Autor            | Titel                            | OT                                    |
| - | ---------------- | -------------------------------- | ------------------------------------- |
| 1 | Penny Jordan     | Herz oder Krone                  | The Future King's Pregnant Mistress   |
| 2 | Melanie Milburne | Das Geheimnis des Märchenprinzen | Surgeon Prince, Ordinary Wife         |
| 3 | Carol Marinelli  | Rendezvous im Casino Royal       | Bought by the Billionaire Prince      |
| 4 | Natasha Oakley   | Ein Königreich für deine Liebe   | The Tycoon's Princess Bride           |
| 5 | Susan Stephens   | Im Palast der Hoffnung           | Expecting His Royal Baby              |
| 6 | Robyn Donald     | Ein königlicher Skandal          | The Prince's Forbidden Virgin         |
| 7 | Raye Morgan      | Liebeslied für einen Prinzen     | Bride by Royal Appointment            |
| 8 | Penny Jordan     | Ein König für San Rinaldi        | A Royal Bride at the Sheikh's Command |